# Falling Down (песня Selena Gomez & the Scene)
«Falling Down» — дебютный сингл американского поп-рок-коллектива Selena Gomez & the Scene, выпущенный 25 августа 2009 года на лейбле Hollywood Records. Песня стала первым синглом в поддержку дебютного студийного альбома группы Kiss & Tell (2009). Авторами композиции являются Тед Брунер, Трей Виттетое и Джина Шок; Брунер и Виттетое также спродюсировали трек. «Falling Down» — песня в стиле поп-рока в быстром темпе, в которой преобладает звучание синтезаторов.
«Falling Down» закрепилась на 82-й позиции в американском хит-параде Billboard Hot 100 и на 69-й в канадском чарте. Цифровые продажи песни в США превысили 500 000 экземпляров.

## История создания
После записи ряда композиций для телеканала Disney, в свой шестнадцатый день рождения Селена Гомес подписала контракт с лейблом Hollywood Records на выпуск пяти альбомов. Вдохновлённая творчеством групп Paramore и Forever the Sickest Kids, Гомес решила сформировать собственный музыкальный коллектив, нежели выступать как сольная исполнительница. Работая над альбомом в 2008 году, Гомес прослушала около ста песен для будущей пластинки. В записи принимали участие Тед Брунер, Трей Виттетое и Джина Шок, которые ранее работали с Майли Сайрус. Именно они втроём выступили авторами «Falling Down», а Брунер и Виттетое также спродюсировали трек. 25 августа 2009 года состоялся релиз сингла в США и Канаде, а ровно через месяц — в Австралии.

## Коммерческий успех
12 сентября 2009 года песня дебютировала на 93-й строчке в американском хит-параде Billboard Hot 100, добравшись позже до своей максимальной 82-й позиции. Сингл также попал в канадский чарт, дебютировав на 69-м месте и провёл в нём две недели, опустившись в итоге до 82-й строчки. В декабре 2009 года песня вернулась в Billboard Hot 100, заняв 92-ю позицию. По состоянию на июль 2015 года в США было продано 576 000 экземпляров сингла.

## Список композиций
- Цифровая дистрибуция

| №  | Название       | Автор(ы)                             | Продюсеры                 | Длительность |
| -- | -------------- | ------------------------------------ | ------------------------- | ------------ |
| 1. | «Falling Down» | Тед Брунер, Трей Виттетое, Джина Шок | Тед Брунер, Трей Виттетое | 3:05         |

## Позиции в чартах

### Недельные чарты
| Чарт (2009—2010) | Высшая позиция |
| ---------------- | -------------- |
| Канада           | 69             |
| США              | 82             |

| Страна | Сертификат | Продажи |
| ------ | ---------- | ------- |
| США    | —          | 576 000 |